# Фомина, Екатерина Васильевна
Екатерина Васильевна Фомина (1916 — после 1962) — работница советского сельского хозяйства, животновод племхоза «Караваево» Костромского района Костромской области. Герой Социалистического Труда (1948).

## Биография
Родилась 14 (27) ноября 1916 года в селе Порфировка.
После смерти отца в 1921 году воспитанием Екатерины занималась мать – труженица будущего племхоза «Караваево». 
В 1931 году Е.В.Фомина окончила 5 классов Николо-Трестинской начальной школы и стала помогать матери на ферме, а с 1933 года начала трудиться в совхозе «Караваево» дояркой в бригаде Евдокии Греховой,
За участие во Всесоюзной сельскохозяйственной выставке 1939 года Е.В.Фомина была награждена Малой серебряной медалью.
В 1947 году в среднем от каждой из 9 коров доярка Екатерина получила по 6050 килограммов молока (224 кг молочного жира).
Удои продолжали расти и по итогам работы в 1948 году в среднем от каждой из 8 коров Е.В.Фоминой было получено 7385 килограммов молока (262 кг молочного жира).
После выхода на пенсию из Караваево уехала жить к родственникам в Сибирь, дальнейшая её судьба неизвестна. 

## Награды
- Герой Социалистического Труда: 25.08.1948 — за получение высокой продуктивности животноводства.
- Награждена двумя орденами Ленина, золотой медали «Серп и Молот», Малой серебряной медалью ВСХВ.

## Комментарии
1. ↑  Порфировка[2], относившаяся к Спасскому уезду, не сохранилась; ныне — территория Спасского района Республики Татарстан.